# Lucas 16

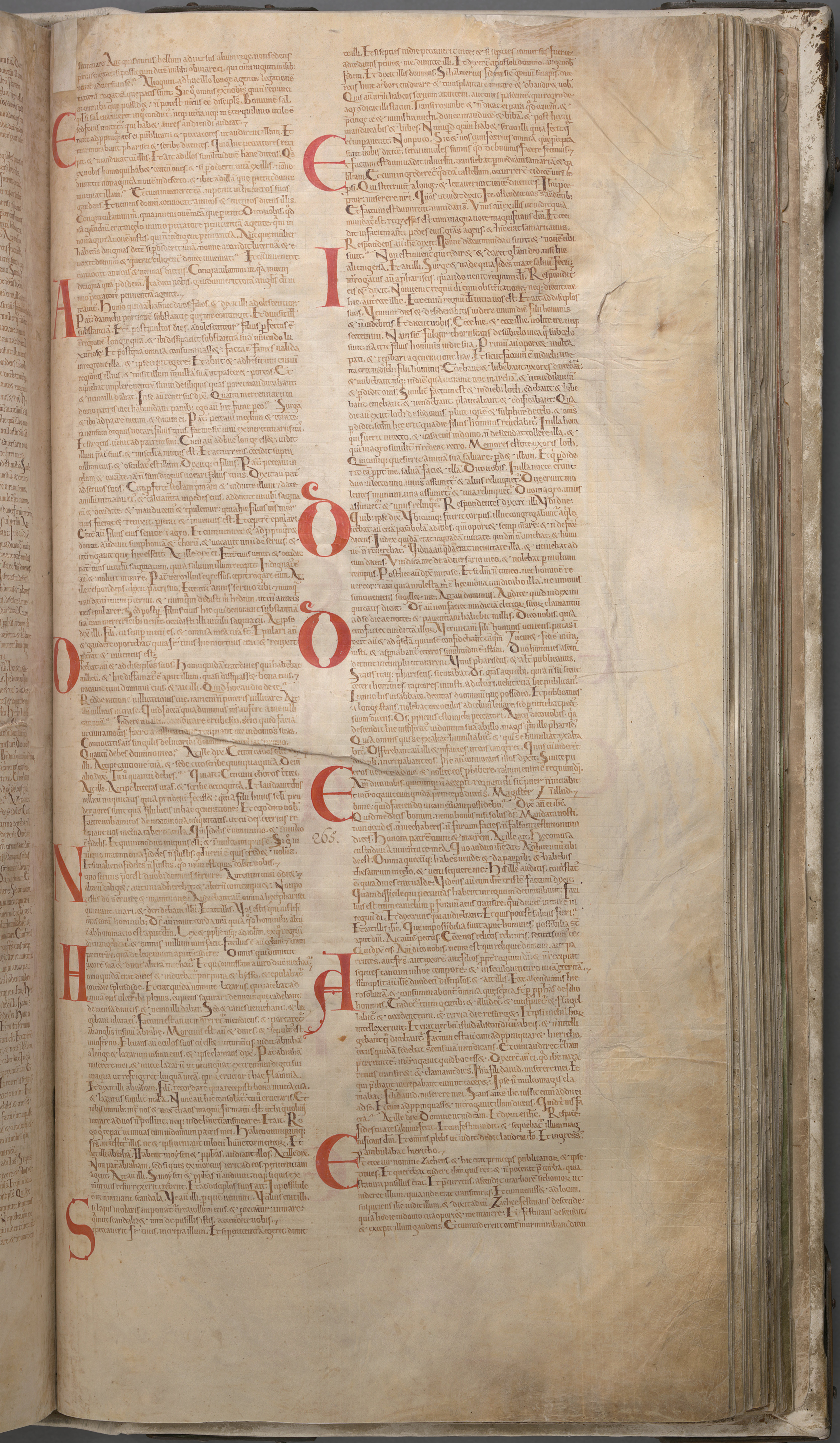
El texto latino de Lucas 14:30-19:7 en el Códice Gigas.

Lucas 16 es el decimosexto capítulo del Evangelio de Lucas del Nuevo Testamento de la Biblia cristiana. En él se recogen las enseñanzas y parábolas de Jesucristo, incluido el relato del "hombre rico y Lázaro". En este capítulo hay una "preocupación primordial por las riquezas", aunque también se tratan otros temas.El libro que contiene este capítulo es anónimo, pero la tradición cristiana primitiva afirmó uniformemente que Lucas el Evangelista compuso este Evangelio, así como los Hechos de los Apóstoles.

### Comentario
La sección continúa con la diversidad de contenidos característica de la segunda parte del Evangelio de Lucas. El relato prosigue con varias parábolas de Jesús, enfocándose esta vez en la enseñanza sobre el significado y los peligros de las riquezas. Posteriormente, Jesús retoma este tema con la historia de la vocación frustrada del joven rico y, de manera positiva, con la conversión de Zaqueo. Otras parábolas abordan temas como la oración y la humildad, complementadas por las enseñanzas en el medio de la sección. Finalmente, el anuncio sobre los últimos tiempos se presenta tanto en el discurso directo de Jesús como en la parábola de las minas. Al cierre de esta sección, el tercer anuncio de la pasión y la confesión mesiánica del ciego de Jericó preparan el escenario para los eventos en Jerusalén.

## Texto
El texto original fue escrito en griego koiné. Algunos manuscritos tempranos que contienen el texto de este capítulo son:
- Papiro 75 (175-225 d. C.)
- Codex Vaticanus (325-350)
- Codex Sinaiticus (330-360)
- Codex Bezae (~400)
- Codex Washingtonianus (~400)
- Codex Alexandrinus (400-440)

Este capítulo está dividido en 31 Versículos.

## Parábola del mayordomo astuto

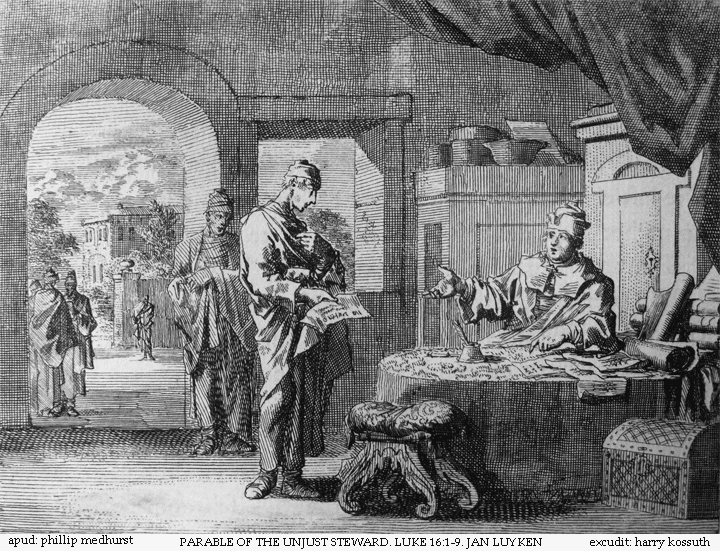
Jan Luyken grabado de la parábola del administrador injusto, Bowyer Bible.

Esta parábola de Jesús aparece en Lucas, pero no en los otros evangelios canónicos del Nuevo Testamento. Versículos 1 a 8a cuentan la historia de un mayordomo que está a punto de ser despedido, pero "se gana el favor" de los deudores de su amo condonándoles algunas de sus deudas. La Nueva Versión Internacional llama a esta historia "la parábola del administrador astuto", reflejando la redacción del Versículo 8a donde "el amo elogió al administrador deshonesto porque había actuado con astucia". Según Eric Franklin, esta parábola es "notable por su oscuridad".
El "cierto hombre rico", que estaba a punto de despedir a su mayordomo, no es identificado. Friedrich Schleiermacher lo relacionó con el pueblo romano, y Christian Grossmann se refiere a un emperador romano que destituyó a un gobernador provincial. Heinrich Meyer también se refiere a una "explicación habitual" de que el rico es Dios, pero critica las tres interpretaciones.

### Comentario
La parábola del administrador infiel puede resultar desconcertante porque tendemos a interpretar las parábolas como alegorías, donde cada elemento o personaje tiene un significado específico. Aunque Jesús reconoce la inmoralidad del administrador, utiliza esta historia para enseñar a sus discípulos que deben usar la astucia y el ingenio para promover el Reino de Dios.

¡Qué afán ponen los hombres en sus asuntos terrenos!: ilusiones de honores, ambición de riquezas, preocupaciones de sensualidad. —Ellos y ellas, ricos y pobres, viejos y hombres maduros y jóvenes y aún niños: todos igual. —Cuando tú y yo pongamos el mismo afán en los asuntos de nuestra alma tendremos una fe viva y operativa: y no habrá obstáculo que no venzamos en nuestras empresas de apostolado.

Después de la parábola, el Evangelio presenta varias enseñanzas de Jesús. Estas enseñanzas comienzan con la solemne expresión "yo os digo"  y, a pesar de su diversidad, comparten un tema común: en todos los aspectos de nuestra vida, ya sea en la riqueza o en la pobreza, en lo grande o en lo pequeño, debemos dirigir nuestra mirada hacia Dios. El versículo 13, que considera el amor a las riquezas como una forma de idolatría, puede ser visto como el núcleo de estas enseñanzas.

«Todos se inclinan ante el dinero. A la riqueza tributa siempre la multitud de los hombres un homenaje instintivo. Miden la felicidad por la riqueza, y por la riqueza miden, a su vez, la respetabilidad de la persona (…). Riqueza es el primer ídolo de este tiempo. Notoriedad el segundo (…). La fama y el llamar la atención en el mundo se consideran como un gran bien en sí mismos, y un motivo de veneración (…). La notoriedad, o fama de periódico como se la denomina también, (…) se ha convertido en una suerte de ídolo.

### Versículo 8b
Porque la gente de este mundo es más astuta en el trato con los suyos que la gente de la luz. 
Esta parte del versículo y los versículos siguientes pueden considerarse parte de la parábola o añadidos separados: los traductores y comentaristas varían en su valoración de dónde termina la parábola, por ejemplo la New American Bible Revised Edition comienza claramente su "aplicación de la parábola" en este punto.

### Versículo 9
"Y yo os digo: Haceos amigos de las riquezas injustas, para que cuando faltéis, os reciban en un hogar eterno"
"Mammón injusto" (griego του μαμωνα της αδικιας, tou mamōna tēs adikias) se refiere a la riqueza, o "dinero" en paráfrasiss como la de John Bertram Phillips, aunque las deudas que se habían anotado en los Versículos 6 y 7 se habían expresado como deudas pagaderas en medidas de aceite y trigo.

### Versículo 14
Y los fariseos, que amaban el dinero, oyeron también todas estas cosas, y se burlaban de él.
Tanto la parábola como la guía subsiguiente estaban dirigidas a los discípulos (véase el Versículo 1), pero también fueron oídas por los fariseos. Johann Albrecht Bengel sugiere que, junto con su naturaleza "codiciosa", "se creían dotados de tal prudencia como para poder combinar admirablemente el servicio de Dios y el de las riquezas", mientras que la enseñanza de Jesús requería "sencillez de corazón", una cualidad que también despreciaban. 

### Versículo 16
La ley y los profetas [fueron] hasta Juan.
No hay verbo en el griego original: generalmente se añade la palabra se cumplieron para dar sentido a la frase. La ISV dice que se cumplieron con Juan. La NVI dice que fueron proclamados hasta Juan. El texto del Mateo dice:
Todos los profetas y la ley profetizaron (ἐπροφήτευσαν, eprophēteusan) hasta Juan.

### Comentario
El evangelista ahora presenta algunas palabras de Jesús que, aunque diversas en contenido, comparten un enfoque claro: la historia de la salvación. Jesús no vino a abolir la Ley (v. 17) sino a llevarla a su plenitud, como demuestra su enseñanza sobre la indisolubilidad del matrimonio (v. 18). El versículo 16, ubicado casi en el centro del Evangelio, resalta una idea recurrente en la obra de Lucas: existe un plan divino que ha determinado tiempos y lugares precisos para realizar la salvación de toda la humanidad a través de Jesucristo.

 La economía del Antiguo Testamento está esencialmente ordenada a preparar y anunciar la venida de Cristo, Redentor del universo, y de su Reino mesiánico. Los libros de la Antigua Alianza son así testigos permanentes de una atenta pedagogía divina. En Cristo esta pedagogía alcanza su meta: Él no se limita a hablar “en nombre de Dios” como los profetas, sino que es Dios mismo quien habla en su Verbo eterno hecho carne. (…) Jesucristo es el nuevo comienzo de todo: todo en Él converge, es acogido y restituido al Creador de quien procede. De este modo, Cristo es el cumplimiento del anhelo de todas las religiones del mundo y, por ello mismo, es su única y definitiva culminación. Si por una parte Dios en Cristo habla de sí a la humanidad, por otra, en el mismo Cristo, la humanidad entera y toda la creación hablan de sí a Dios, es más, se donan a Dios. Todo retorna de este modo a su principio. Jesucristo es la recapitulación de todo (cfr Ef 1,10) y a la vez el cumplimiento de cada cosa en Dios: cumplimiento que es gloria de Dios.

## Relato del rico epulón y el pobre Lázaro

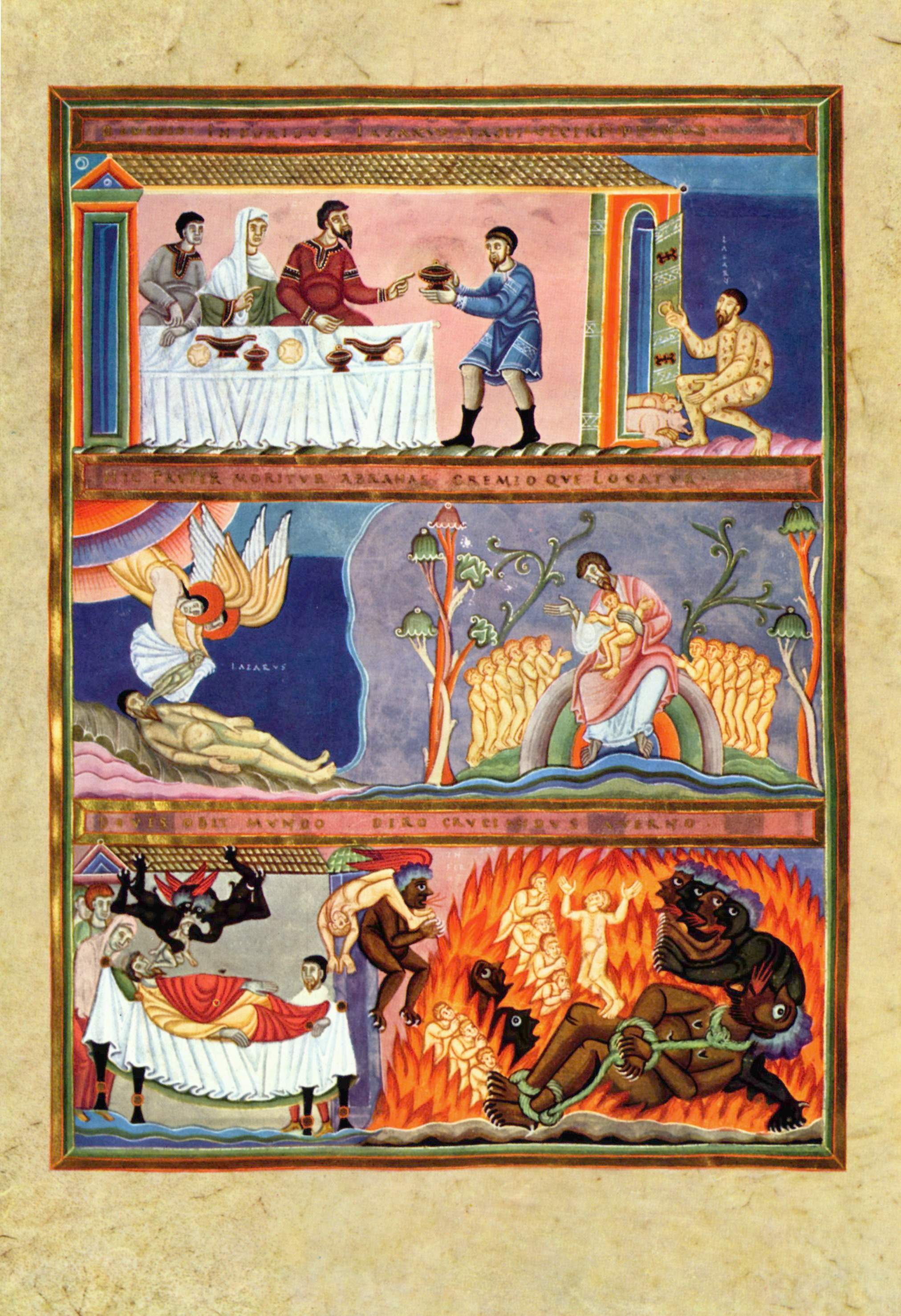
Lázaro y Dives, iluminación del Códice Aureus de Echternach
Panel superior: Lázaro a la puerta del hombre rico
Panel central: El alma de Lázaro es llevada al Paraíso por dos ángeles; Lázaro en el seno de Abraham
Panel inferior: El alma de Dives es llevada por dos demonios al Infierno; Dives es torturado en Hades

El relato del hombre rico y Lázaro (también llamado Dives y Lázaro o Lázaro y Dives) es una enseñanza muy conocida junto con las parábolas de Jesús que aparecen en el Evangelio de Lucas. Narra la relación, en vida y en muerte, entre un hombre rico sin nombre y un pobre mendigo llamado Lázaro. El nombre tradicional, Dives, no es en realidad un nombre, sino una palabra para "hombre rico", dives, en el texto de la Biblia en latín, la Vulgata. Al rico también se le dieron los nombres de Neuēs (i. e. Nínive) y Fineas (es decir, Phineas) en los siglos III y IV.
Junto con las parábolas de la diez vírgenes, hijo pródigo y buen samaritano, fue una de las enseñanzas más frecuentemente ilustradas en el arte medieval, quizás por su vívido relato de una vida después de la muerte. A pesar de ser etiquetado como una parábola por algunos, no hay ninguna introducción en la Biblia que certifique que era sólo una parábola; algunos maestros de la Biblia deducen que esto significa que Jesús estaba contando a los discípulos una historia real.
El nombre Lázaro, del hebreo: אלעזר, Elʿāzār, Eleazar. - "Dios es mi ayuda", también pertenece al personaje bíblico más famoso Lázaro de Betania, conocido como "Lázaro de los cuatro días", quien es objeto de un destacado milagro atribuido a Jesús en el Evangelio de Juan, en el que Jesús lo resucita cuatro días después de su muerte.

### Comentario
La parábola aborda y corrige dos conceptos erróneos: uno es la negación de la vida del alma después de la muerte, y por ende, del Juicio y la recompensa o castigo en el más allá; el otro es la idea de que el bienestar material en esta vida es una recompensa por la virtud moral, mientras que las dificultades son un castigo. Esta enseñanza se alinea con la doctrina sobre las riquezas presentada anteriormente. En el caso del hombre rico, no se menciona explícitamente que haya cometido malas acciones, sino que se destaca su opulenta vestimenta y sus lujosos banquetes diarios. Sin embargo, esta vida de exceso le impide reconocer al prójimo en Lázaro y escuchar la voz de Dios, incluso cuando se manifiesta de manera extraordinaria. La parábola, por tanto, es una llamada a llevar una vida sobria y a practicar la solidaridad.

Descendiendo a consecuencias prácticas y muy urgentes, el Concilio inculca el respeto al hombre, de modo que cada uno, sin ninguna excepción, debe considerar al prójimo como otro yo, cuidando, en primer lugar, de su vida y de los medios necesarios para vivirla dignamente, para que no imiten a aquel rico que se despreocupó totalmente del pobre Lázaro.

Según los textos sagrados, la doctrina cristiana explica que el seno de Abraham (v. 22) se refiere al estado en el que se encontraban las almas de los justos antes de la resurrección de Jesús. En este lugar, estas almas no experimentaban dolor y vivían con la esperanza de la redención, disfrutando de una paz profunda. Cristo liberó a estas almas del seno de Abraham al descender a los infiernos y resucitar de entre los muertos. Por otro lado, el hombre rico es llevado a Los "infiernos" mencionados en el versículo 23 son el destino del hombre rico. El diálogo entre él y Abraham sirve como un recurso didáctico para enfatizar las lecciones de la parábola, ya que en el infierno, en un sentido literal, no hay lugar para la compasión.

Cuando dijo Abrahán al rico: Entre vosotros y nosotros se abre un abismo (…), manifestó que después de la muerte y resurrección no habrá lugar a penitencia alguna. Ni los impíos se arrepentirán y entrarán en el Reino, ni los justos pecarán y bajarán al infierno. Éste es un abismo infranqueable.